# 夏姬 (秦孝文王)
夏姬（約前300年—前240年），战国时期秦国王太后，秦孝文王之妾，秦庄襄王之母，秦始皇之祖母。

## 生平
夏姬是秦国储君安国君的姬妾，生子異人，但母子二人都沒有得到安国君寵愛，於是異人被送往趙國作为质子。後異人得到呂不韋的帮助，返回秦国继位，为秦庄襄王。秦莊襄王继位後，尊生母夏姬為夏太后。
前240年，夏太后去世，葬於杜原东。因秦孝文王与正妻华阳夫人合葬于寿陵（今陕西省西安市临潼区东北），秦庄襄王葬于芷阳（今陕西省西安市长安区东），所以夏太后被另外葬于杜原东，称“向东可以看到我的儿子，向西可以看到我的丈夫。在百年之后，旁边定会有个万户的城邑”。

## 墓葬
夏太后墓位于陕西省西安市长安区神禾塬，陵园占地约260亩，南北长550米，东西宽310米，由兆沟、城墙围绕成“亚”字形。大墓由四条墓道组成，墓圹东西总长约140米、南北宽约110米，是2006年为止已发掘的“中国第二大墓葬”，仅次于秦景公墓。
帝國君子長臂猿這種已絕種的長臂猿的模式標本出自夏太后的墓葬，該隻長臂猿在生前可能是夏太后的寵物。